# Herd (Gemeinde Straßburg)
Herd ist eine Ortschaft in der Gemeinde Straßburg im Bezirk St. Veit an der Glan in Kärnten. Die Ortschaft hat 19 Einwohner (Stand 1. Jänner 2024). 

## Lage
Die Streusiedlung Herd liegt nordwestlich und nördlich knapp außerhalb des Gemeindehauptorts Straßburg-Stadt. Sie liegt in der Katastralgemeinde Straßburg Stadt, in der sich neben Herd und dem Gemeindehauptort nur noch die Kirchsiedlung Lieding befindet.
Zu Herd gehören am Langwiesenbach die Häuser Lobner (früher Rübenfraß; Herd Nr. 1), Trattnig (früher Trattenhübl, Nr. 2) mit einem westlich benachbarten Haus ohne Vulgonamen (Nr. 3) und Sauherder (Nr. 4). Im Franziszeischen Kataster war östlich neben dem Trattenhübl auch noch der Sauschneiderhübl verzeichnet. An der Straße nach Hausdorf liegen Grittnig (Nr. 7) und ein Haus ohne Vulgonamen (Nr. 9). Nördlich von Straßburg-Stadt, auf halbem Weg nach Mannsdorf, liegt der Wasserleiter (Nr. 8). 

## Geschichte
Der Ort wurde früher auch Sauherd genannt, was darauf hinweist, dass es hier vor den Toren der Stadt eine Weide für Schweine gab. Ganz ähnlich gab es im nicht weit entfernten Friesach eine Sauherd etwas außerhalb der Stadtmauern, im Bereich des heutigen Florianiplatzes.
Seit Gründung der Ortsgemeinden Mitte des 19. Jahrhunderts gehört Herd zur Gemeinde Straßburg. 
Am 3. April 1925 brannte der Grittnighof ab; ein Knecht hatte den Hof in Brand gesteckt.

## Bevölkerungsentwicklung
Für die Ortschaft ermittelte man folgende Einwohnerzahlen:
- 1869: 5 Häuser, 42 Einwohner[3]
- 1880: 8 Häuser, 35 Einwohner[4]
- 1890: 6 Häuser, 40 Einwohner[5]
- 1900: 5 Häuser, 36 Einwohner[6]
- 1910: 5 Häuser, 35 Einwohner[7]
- 1923: 5 Häuser, 27 Einwohner[8]
- 1934: 43 Einwohner[9]
- 1951: 5 Häuser, 40 Einwohner[10]
- 1961: 5 Häuser, 41 Einwohner[11]
- 2001: 7 Gebäude (davon 7 mit Hauptwohnsitz) mit 8 Wohnungen; 28 Einwohner und 1 Nebenwohnsitzfall; 8 Haushalte; 0 Arbeitsstätten, 6 land- und forstwirtschaftliche Betriebe[12]
- 2011: 7 Gebäude, 25 Einwohner, 8 Haushalte, 1 Arbeitsstätte[13]
- 2021: 7 Gebäude, 19 Einwohner, 8 Haushalte, 3 Arbeitsstätten[14]